# Santuario de Nossa Senhora dos Remédios

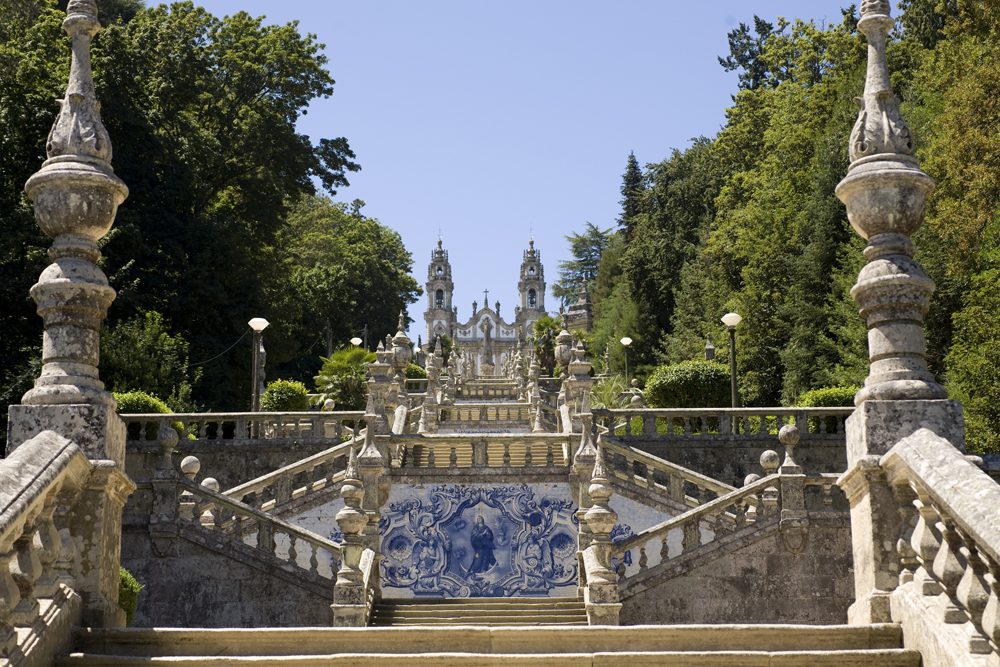
Una parte de la escalinata diseñada por Nicolau Nasoni.

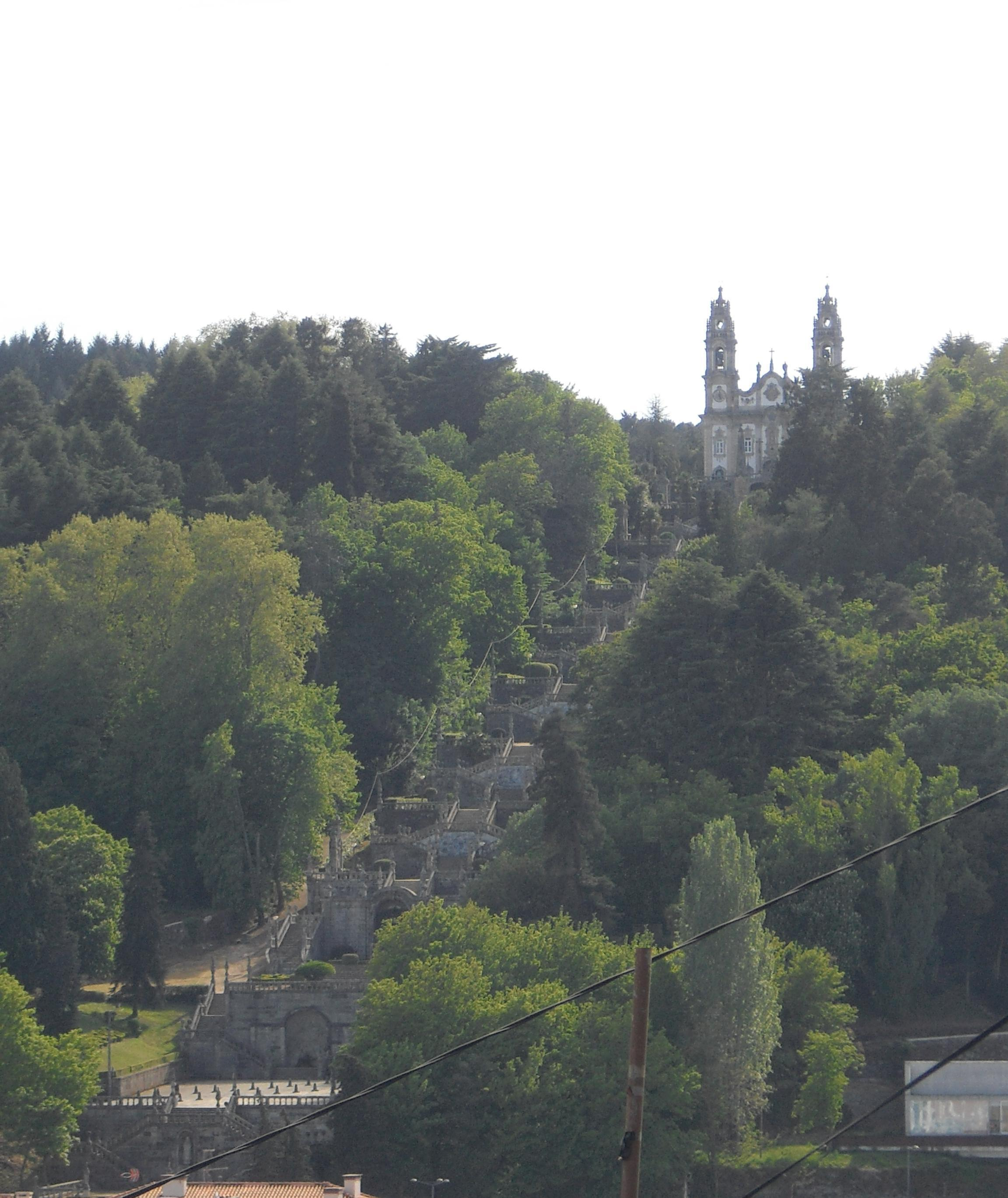
Vista lejana de la iglesia y la escalinata.

La Iglesia o Santuario de Nossa Senhora dos Remedios (en español: Santuario de Nuestra Señora de los Remedios) es una iglesia de estilo rococó del siglo XVIII situada al oeste de la ciudad portuguesa de Lamego, en una colina a 600 metros sobre el nivel del mar. Se trata de un centro importante de peregrinación en Portugal. Lamego (Portugal)

## Historia
En 1391 en la parte superior de la colina se construyó una pequeña capilla, consagrada en honor de Nuestra Señora de los Remedios que fue demolida en 1568. En 1750 en su lugar se empezó a construir la actual iglesia, concluyendo la obra a principios del siglo XX, en el año 1905. La fachada exterior  de la iglesia es de granito encalado por zonas en blanco y ocre, con adornos rococós en puertas y ventanas y con dos torres barrocas. En su interior se hallan tres retablos dedicados a la Virgen y otros Santos, destacando el alicatado en las paredes de los azulejos típicos portugueses  en blanco y azul, contando en imágenes la historia de La Virgen.
En el siglo XIX, fue construido la gran escalera de 686 escalones que conducen desde la ciudad hasta el templo. Se trata de un proyecto del arquitecto Nicolau Nasoni muchos años atrás y que no pudo verlo hecho realidad en vida (murió en 1773). A pesar de que la escalera fue construida después de la iglesia, está claro que está en armonía con la arquitectura del templo, tiene un  zig-zag simétrico a través de la elevación del terreno con nueve terrazas, en una de las terrazas se encuentran las esculturas en piedra de los Reyes de Israel, en la base de la escalera están otras cuatro esculturas, que representan las cuatro estaciones del año. las subidas están adornadas con pasamanos de granito con pequeñas columnas y dibujos con azulejos. En la escalera también se encuentra un chafariz (fuente) con un obelisco de grandes dimensiones diseñado por Nasoni.

## Peregrinación
Tradicionalmente, el 8 de septiembre hay una peregrinación al Santuario en el día de la Natividad de la Virgen María. Muchos peregrinos suben a la iglesia de rodillas. También en este día se organiza un desfile de pasos o carrozas, con las imágenes de los temas religiosos y las festividades que se celebran.